# 59th Street (Manhattan)

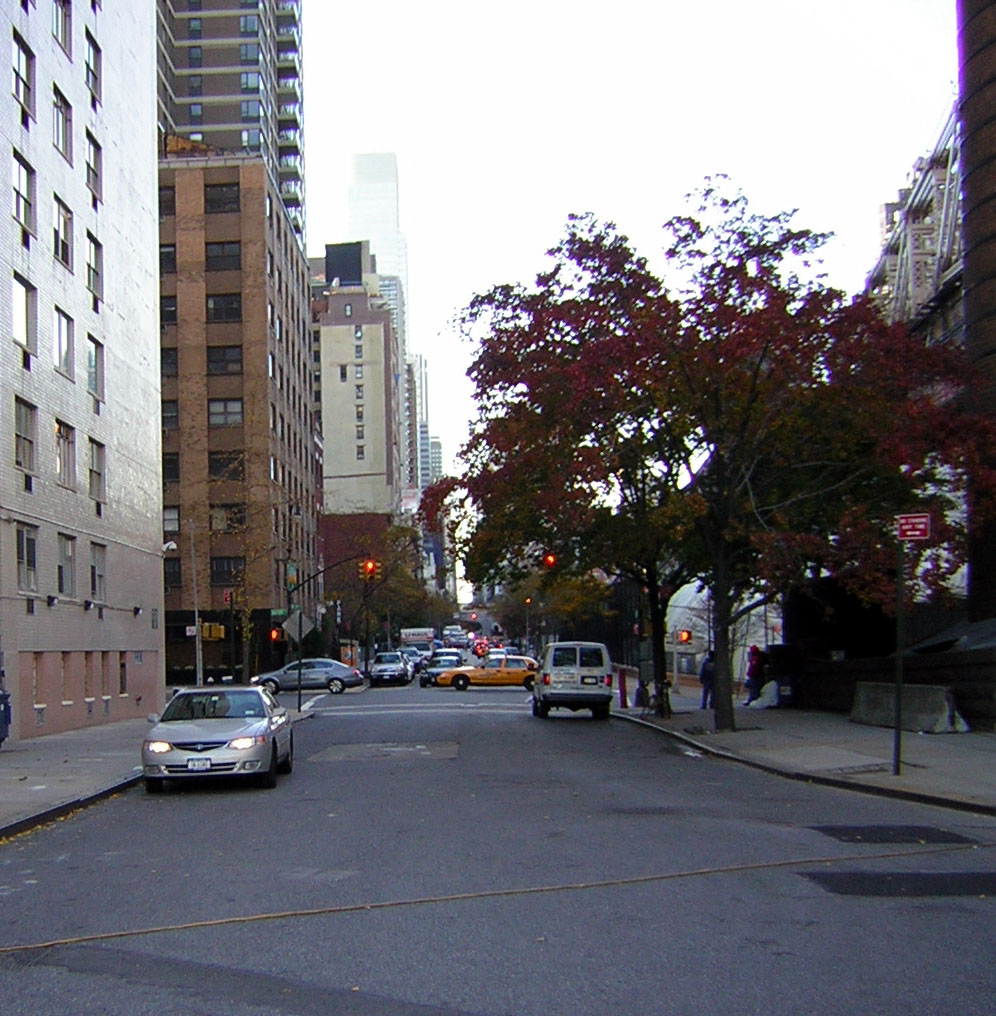
Blick Richtung Westen vom Ostende der 59th Street

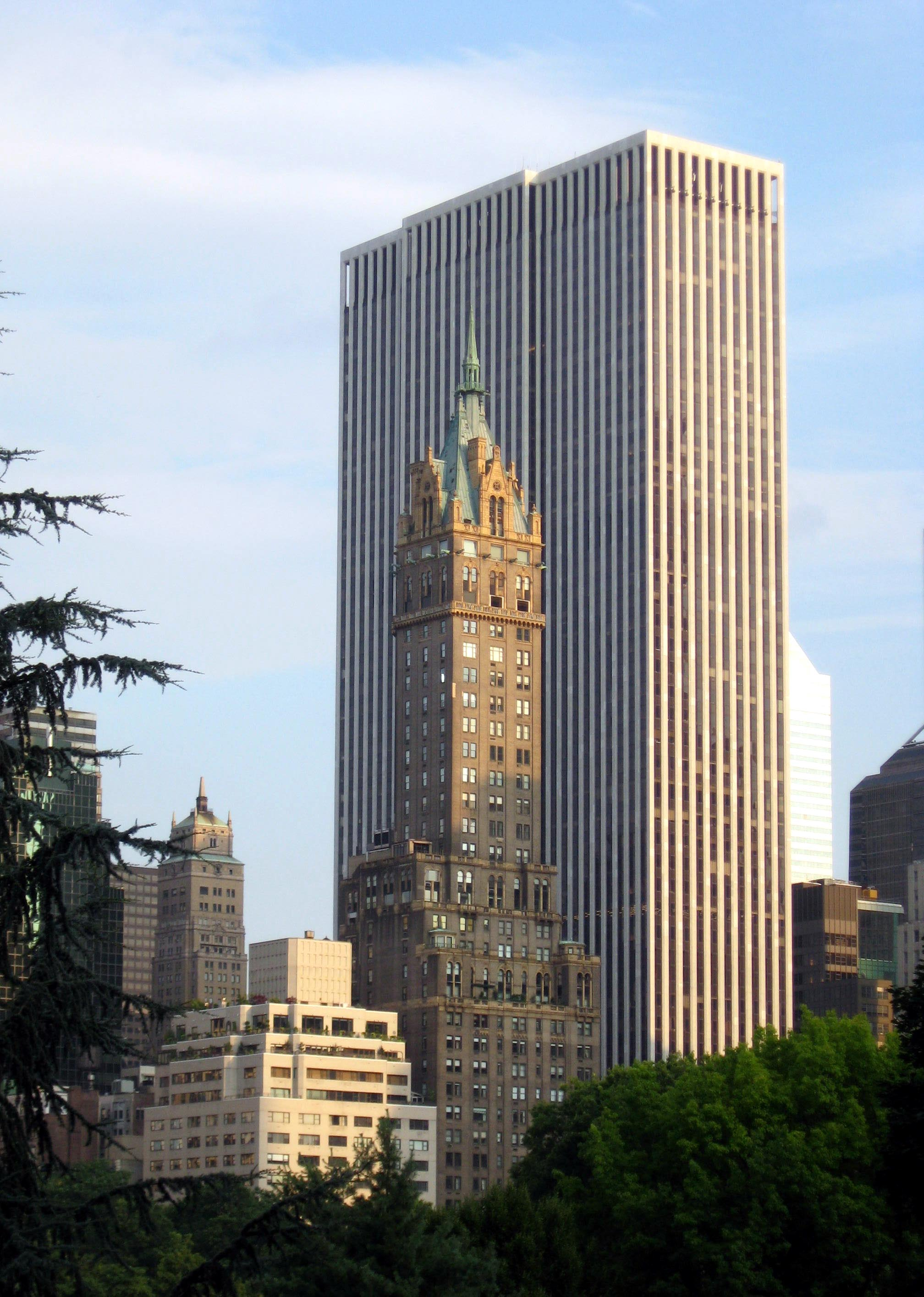
The Sherry Netherland Hotel und das General Motors Building stehen sich an der 59th Street gegenüber.

Die 59th Street quert von West nach Ost New York Citys Stadtbezirk Manhattan. Sie ist zugleich die Grenze zwischen Midtown Manhattan im Süden und Upper Manhattan im Norden.

## Lage und Verlauf
Die 59th Street verläuft von der York Avenue bzw. Sutton Place zum West Side Highway mit einer Unterbrechung zwischen der Ninth Avenue/Columbus Avenue und Eighth Avenue/Central Park West wegen des Time Warner Centers.
An der Südseite des Central Park verläuft der Verkehr in beiden Richtungen. Auf diesem Abschnitt heißt die 59th Street Central Park South. Der Teil zwischen der Ninth Avenue und der Eleventh Avenue/West End Avenue ist hingegen eine Einbahnstraße (Richtung Westen). Der Teil zwischen der Fifth Avenue und Second Avenue verläuft ebenso als Einbahnstraße (Richtung Osten).
An der Second Avenue zweigt die 59th Street auf die Queensboro Bridge ab, die oft auch als 59th Street Bridge bezeichnet wird, obwohl die 59th Street danach noch weiter Richtung Osten führt – bis zur York Avenue/Sutton Place.
Die Avenues westlich des Central Park sind nördlich der 59th Street nicht mehr durchnummeriert, sondern haben dort andere Namen. So heißt dann die 8th Avenue Central Park West, aus der 9th Avenue wird die Columbus Avenue, aus der 10th Avenue wird Amsterdam Avenue und aus der 11th Avenue wird die West End Avenue.

## Sehenswürdigkeiten
- Roosevelt Island Tramway an der Second Avenue
- Bloomingdale’s Kaufhaus an der Lexington Avenue
- Bloomberg World Hauptsitz/One Beacon Court/LeCerq zwischen der 3rd Avenue und Lexington Avenue
- General Motors Building an der Fifth Avenue
- The Plaza Hotel an der Fifth Avenue
- Central Park
- Grand Army Plaza
- Trump International Hotel and Tower am Columbus Circle
- 2 Columbus Circle
- Time Warner Center am Columbus Circle
- St. Luke's-Roosevelt Hospital Center an der 10th Avenue
- Das IRT Powerhouse nimmt einen ganzen Block zwischen der 58th Street und 59th Street und von der 11th zur 12th Avenues ein.
- Hudson River Park erstreckt sich entlang des Hudson River von Battery Park bis zur 59th Street.
- 59E59 Theaters ist ein Off-Broadway Theaterkomplex zwischen der Park Avenue und Madison Avenues